# 叶心清
叶心清（1908年—1969年），字枝富，男，四川大邑人，中国中医针灸学家，曾任中国中医研究院医生，第四届全国政协委员。